# Nova Varoš
Nova Varoš (serbocroata cirílico: Нова Варош) es un municipio y villa de Serbia perteneciente al distrito de Zlatibor.
En 2011 su población era de 16 638 habitantes, de los cuales 8795 vivían en la villa y el resto en las 31 pedanías del municipio. La gran mayoría de los habitantes del municipio son étnicamente serbios (14 899 habitantes), con minorías de bosníacos (788 habitantes) y musulmanes (526 habitantes).
Se ubica sobre la carretera 23, unos 40 km al sur de la capital distrital Užice.

## Pedanías
- Akmačići
- Amzići
- Bistrica (Nova Varoš)
- Božetići
- Brdo
- Bukovik
- Burađa
- Čelice
- Debelja
- Donja Bela Reka
- Draglica
- Draževići
- Drmanovići
- Gornja Bela Reka
- Gornje Trudovo
- Jasenovo (Nova Varoš)
- Komarani
- Kućani
- Ljepojevići
- Miševići (Nova Varoš)
- Negbina
- Ojkovica
- Radijevići
- Radoinja
- Rutoši
- Seništa
- Štitkovo
- Tikva
- Tisovica
- Trudovo
- Vilovi (Nova Varoš)
- Vraneša

## Clima
| Parámetros climáticos promedio de Nova Varoš | Parámetros climáticos promedio de Nova Varoš | Parámetros climáticos promedio de Nova Varoš | Parámetros climáticos promedio de Nova Varoš | Parámetros climáticos promedio de Nova Varoš | Parámetros climáticos promedio de Nova Varoš | Parámetros climáticos promedio de Nova Varoš | Parámetros climáticos promedio de Nova Varoš | Parámetros climáticos promedio de Nova Varoš | Parámetros climáticos promedio de Nova Varoš | Parámetros climáticos promedio de Nova Varoš | Parámetros climáticos promedio de Nova Varoš | Parámetros climáticos promedio de Nova Varoš | Parámetros climáticos promedio de Nova Varoš |
| Mes                                          | Ene.                                         | Feb.                                         | Mar.                                         | Abr.                                         | May.                                         | Jun.                                         | Jul.                                         | Ago.                                         | Sep.                                         | Oct.                                         | Nov.                                         | Dic.                                         | Anual                                        |
| -------------------------------------------- | -------------------------------------------- | -------------------------------------------- | -------------------------------------------- | -------------------------------------------- | -------------------------------------------- | -------------------------------------------- | -------------------------------------------- | -------------------------------------------- | -------------------------------------------- | -------------------------------------------- | -------------------------------------------- | -------------------------------------------- | -------------------------------------------- |
| Temp. máx. media (°C)                        | 0.7                                          | 3.4                                          | 8.1                                          | 11.6                                         | 16.4                                         | 19.8                                         | 22.1                                         | 22.4                                         | 19.0                                         | 14.0                                         | 6.8                                          | 2.2                                          | 12.2                                         |
| Temp. media (°C)                             | -2.6                                         | -0.4                                         | 3.7                                          | 6.9                                          | 11.5                                         | 14.8                                         | 16.8                                         | 17.0                                         | 13.7                                         | 9.4                                          | 3.4                                          | -0.7                                         | 7.8                                          |
| Temp. mín. media (°C)                        | -5.8                                         | -4.2                                         | -0.6                                         | 2.3                                          | 6.7                                          | 9.9                                          | 11.6                                         | 11.6                                         | 8.5                                          | 4.9                                          | 0.0                                          | -3.6                                         | 3.4                                          |
| Precipitación total (mm)                     | 75                                           | 66                                           | 68                                           | 80                                           | 104                                          | 98                                           | 87                                           | 76                                           | 83                                           | 86                                           | 97                                           | 84                                           | 1004                                         |
| Fuente: Climate-Data.org                     |                                              |                                              |                                              |                                              |                                              |                                              |                                              |                                              |                                              |                                              |                                              |                                              |                                              |

## Personajes ilustres
- Ivan Šaponjić, futbolista.